# Brahmaea hearseyi
Botyodes hearseyi  là một loài bướm đêm thuộc họ Brahmaeidae. Nó được tìm thấy ở south-Đông Á.
The wingspan ranges up to 200 mm.
Ấu trùng ăn các loài Ligustrum.

## Phụ loài
- Brahmophthalma hearseyi hearseyi
- Brahmophthalma hearseyi celebica (Celebes)

## Hình ảnh

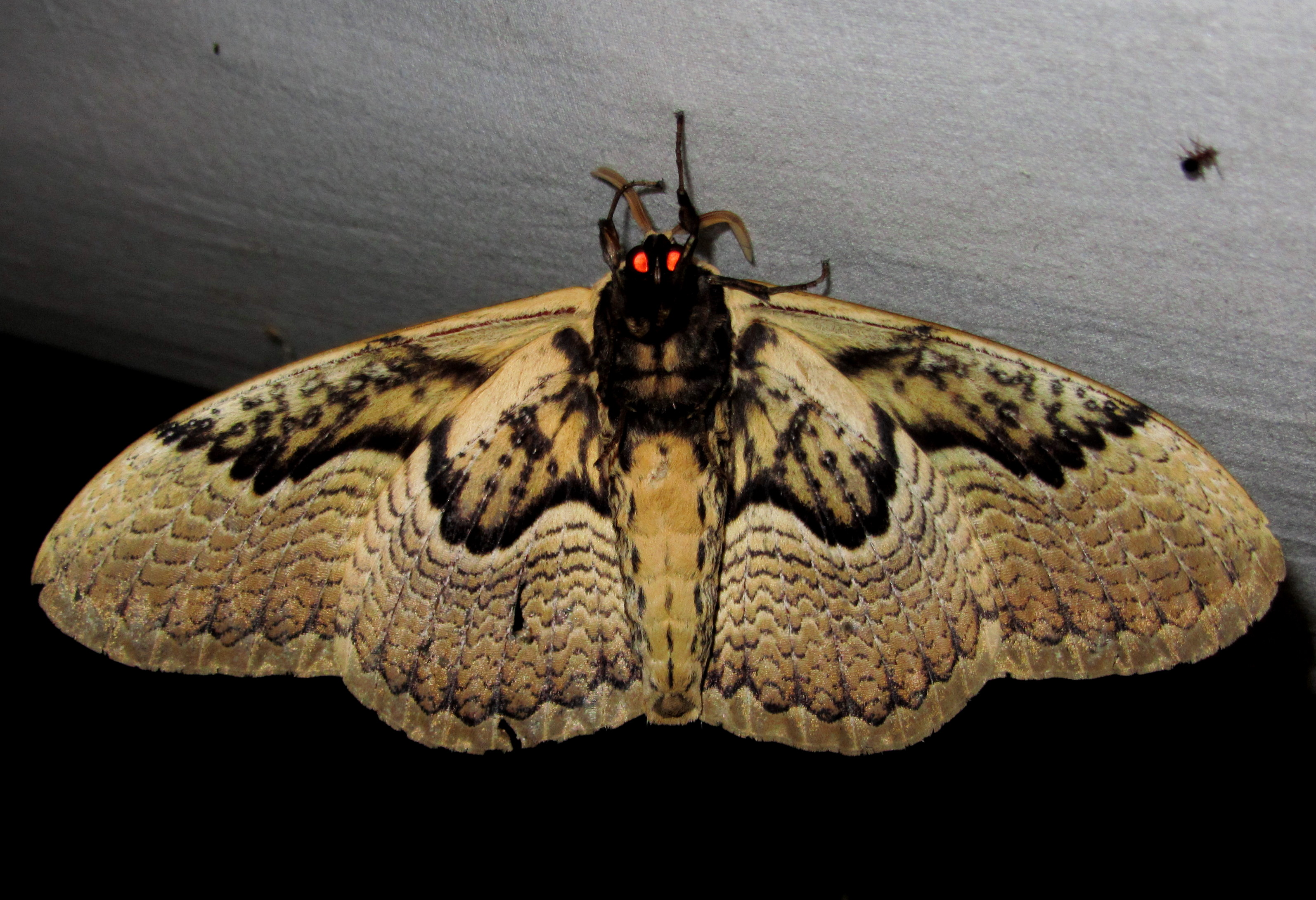
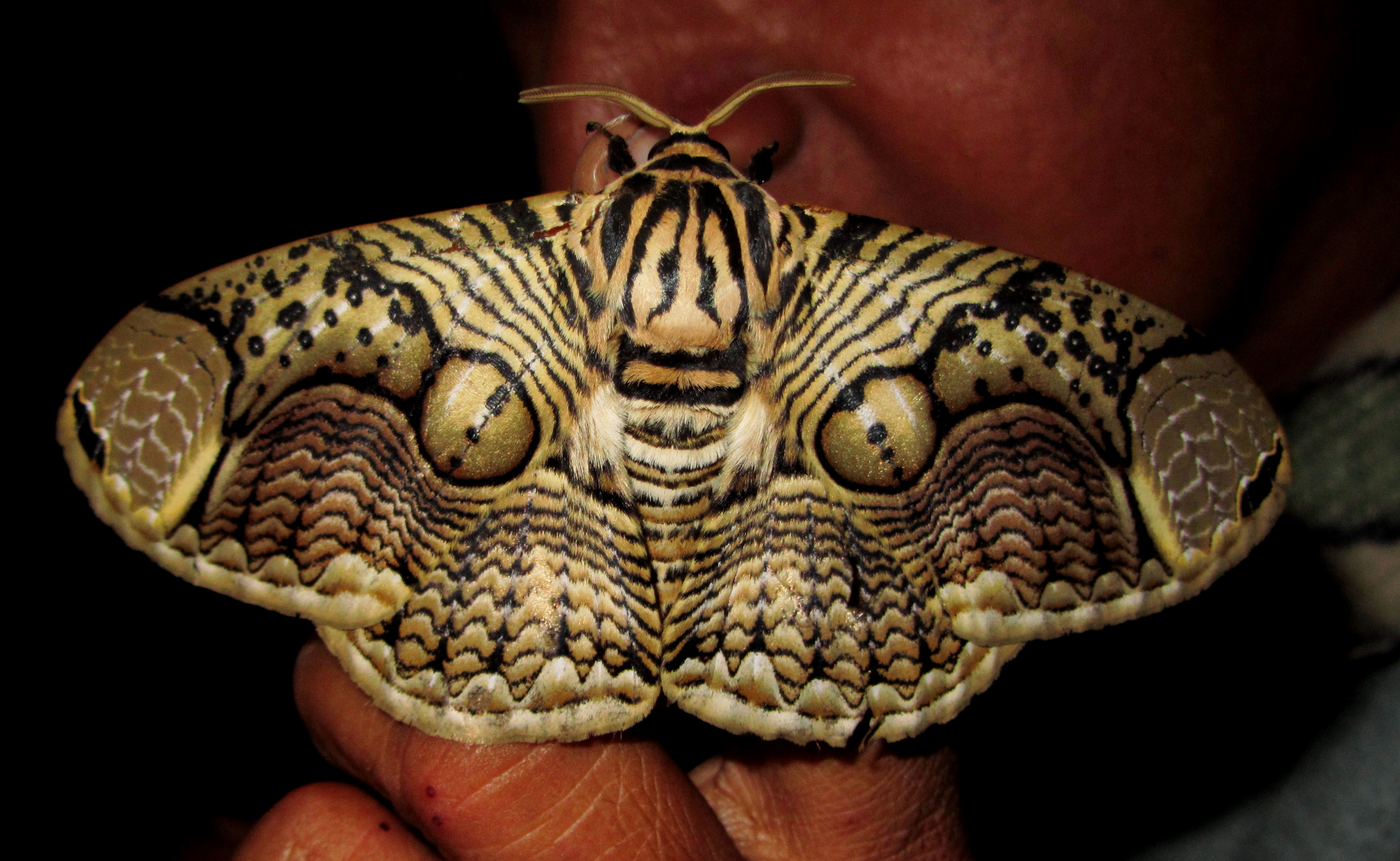
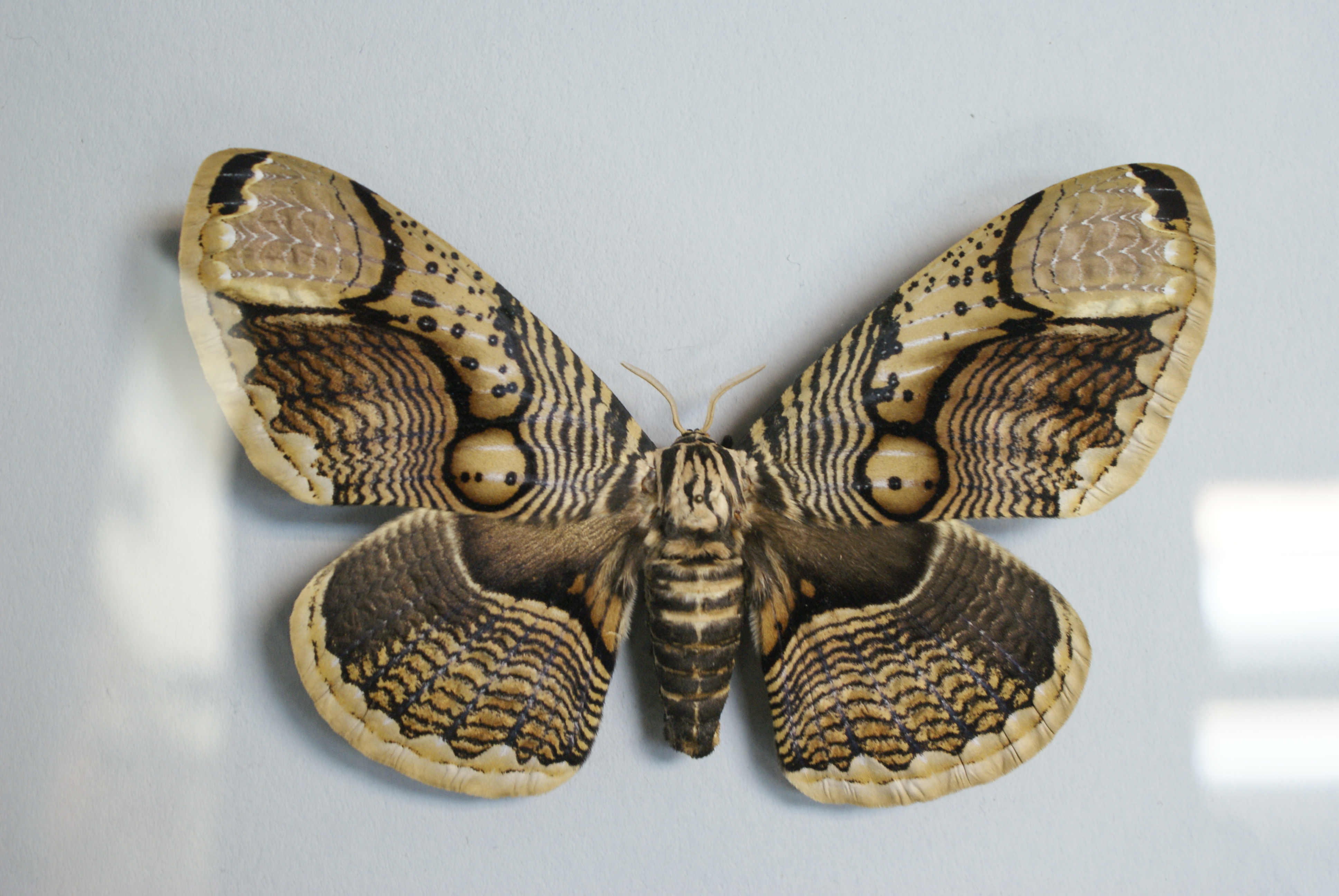